# Bitwa pod Tolbiac
Bitwa pod Tolbiac (zwana też bitwą pod Zülpich) – starcie zbrojne, które miało miejsce w roku 496 w trakcie walk Franków z Alamanami. 
Bitwa zakończyła się zwycięstwem sił frankońskich dowodzonych przez Chlodwiga I. W wyniku starcia Alamanowie zostali znacznie osłabieni a Frankowie umocnili swoją pozycję nad Renem. Bitwa pod Tolbiac była drugą z trzech bitew stoczonych przez Chlodwiga z Alamanami. Trzecia bitwa stoczona w roku 506 pod Strasburgiem położyła ostatecznie kres państwu Alamanów. Bitwa pod Tolbiac znana jest głównie z chrztu, jakiemu poddał się Chlodwig I po jej zakończeniu. 
Pole bitwy umiejscawiane jest w okolicy Wollersheimer Heide pomiędzy Langendorfem (Zülpich) a Wollersheim (Nideggen) około 60 km na wschód od granicy niemiecko-belgijskiej. Chodzi o dawną miejscowość Tulbiac (rzymska nazwa Tolbiacum). Podczas bitwy Chlodwig widząc, że sytuacja nie jest dla niego zbyt pomyślna miał ponoć przyrzec, że jeśli odniesie zwycięstwo to zerwie z pogańskimi wierzeniami i przyjmie chrzest – tzw. "śluby Chlodwiga" o których mówi  poeta Johann Peter Hebel w Weltbegebenheiten (Światowych wydarzeniach). Alamanowie poddali się w chwili gdy padł ich nieznany z imienia król. Chlodwig obietnicy dotrzymał i jeszcze w tym samym roku ochrzcił się w Reims. 
Po bitwie północne ziemie Alamanów leżące pomiędzy Szwabią a Frankonią dostały się pod panowanie Franków. Pozostałe plemiona alamańskie oddały się pod opiekę króla Ostrogotów Teodoryka Wielkiego. Dopiero w latach 506-531 zostały ostatecznie wchłonięte przez Królestwo Franków.